# Pier 39

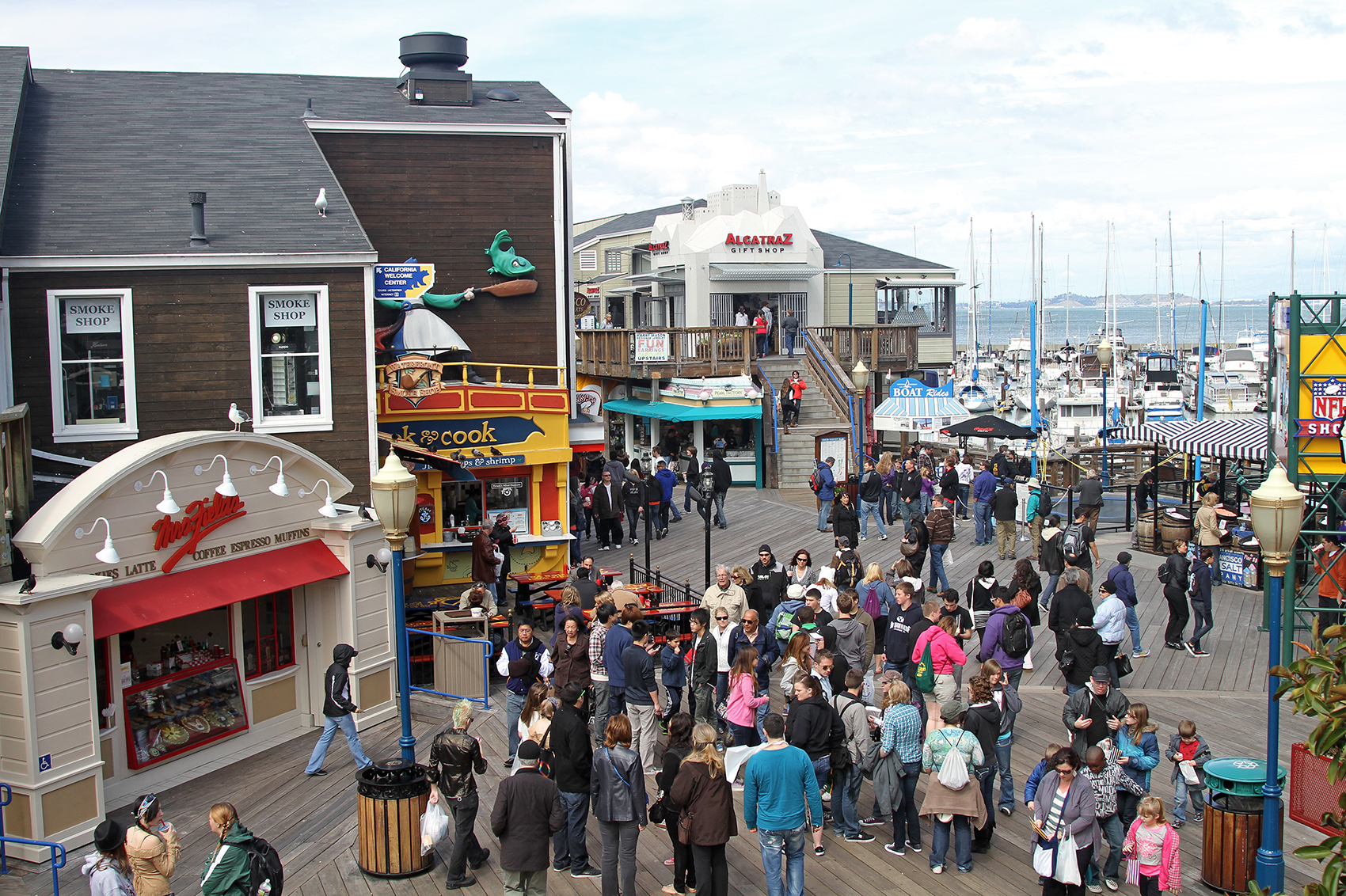
Pier 39

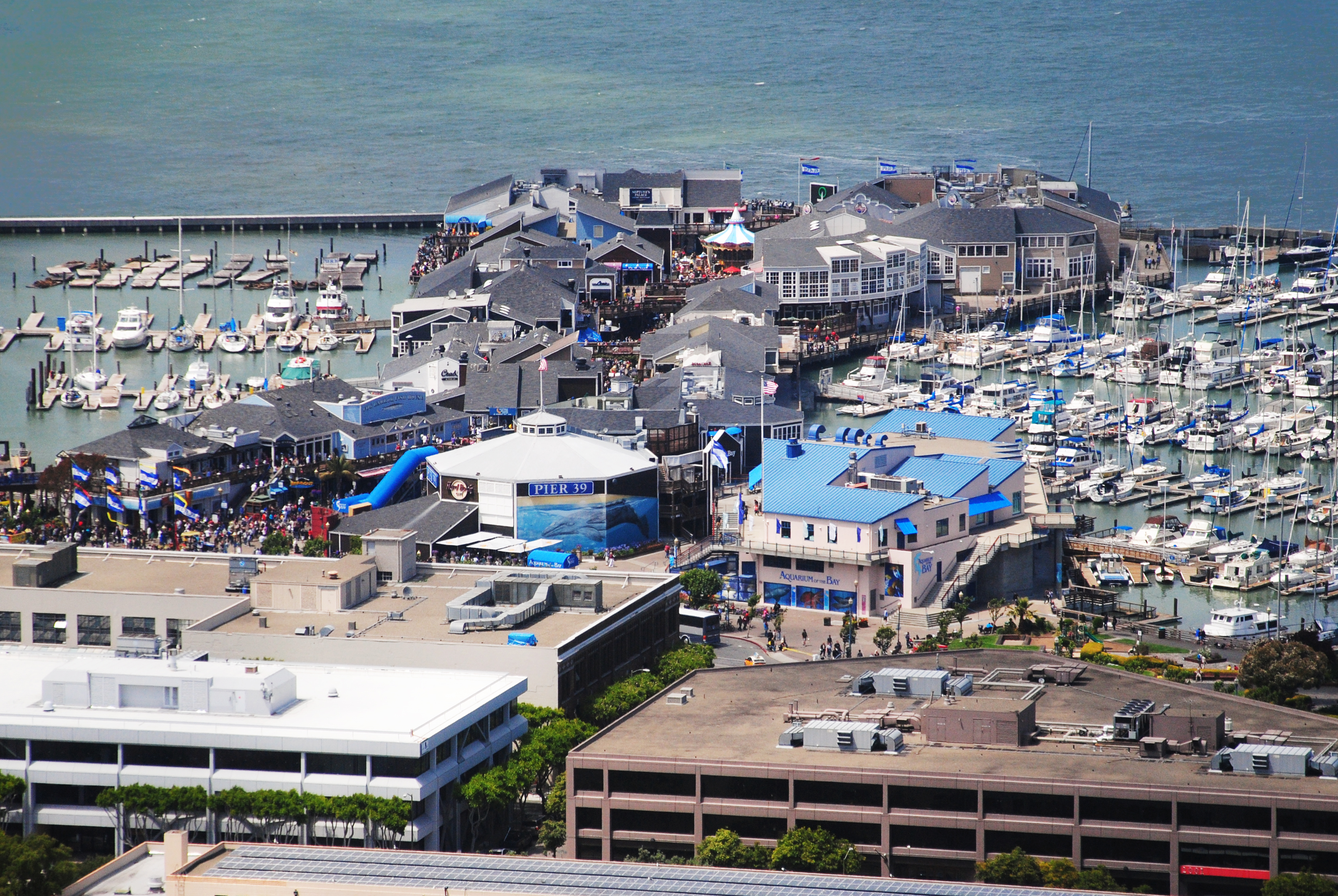
Zicht op Pier 39 vanop Coit Tower

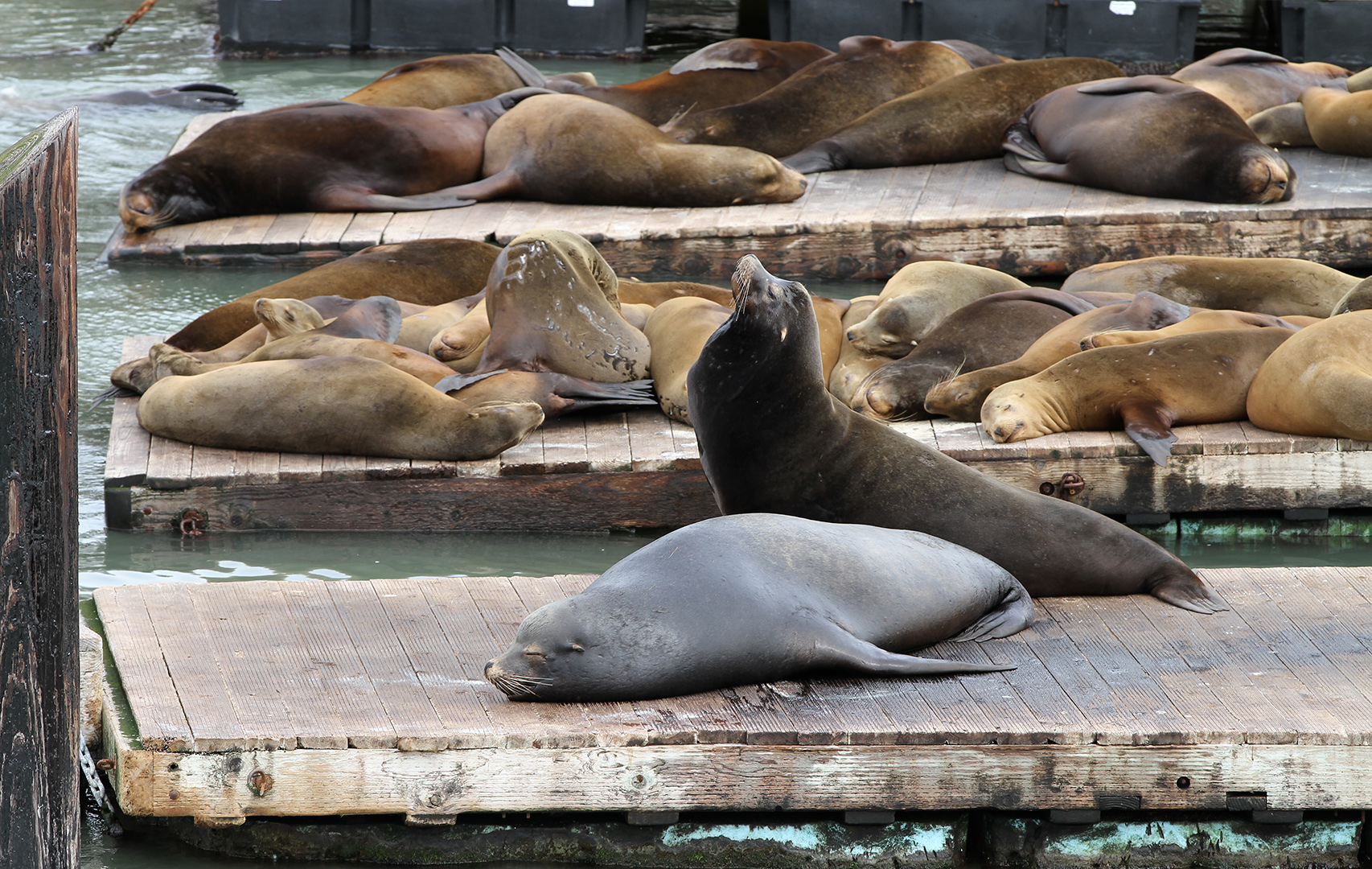
Zeeleeuwen bij Pier 39

Pier 39 is een winkelgebied en toeristische attractie gebouwd op een pier in San Francisco in de Amerikaanse staat Californië. Er zijn verschillende winkels, restaurants, een arcadehal, straatmuzikanten en straattheater, een informatiecentrum van het Marine Mammal Center, het Aquarium of the Bay en een draaimolen met twee verdiepingen. Pier 39 huisvest een kolonie Californische zeeleeuwen. Door de familiegerichte ontspanningsmogelijkheden en de aanwezigheid van de zeeleeuwen is Pier 39 een van San Francisco's drukste toeristische bestemmingen.
De pier bevindt zich in het oosten van het Fisherman's Wharf-gebied en ligt dicht bij de wijken North Beach, Chinatown en de Embarcadero. Vanop de pier zijn Angel Island en Alcatraz goed te zien, alsook de Golden Gate Bridge. Pier 39 is bereikbaar met de historische F Market-tramlijn. 
Pier 39 werd ontwikkeld door de ondernemer Warren Simmons. De pier werd voor het publiek geopend op 4 oktober 1978.

## Zeeleeuwen
De Californische zeeleeuwen die op pontons bij de jachthaven liggen vormen een attractie. Deze soort zeeleeuwen is vanouds aanwezig in de Baai van San Francisco. Sinds september 1989 bevinden zij zich bij Pier 39. Daarvoor lagen ze vooral te rusten op een rots buiten de baai van San Francisco. Sommige mensen vermoeden dat de zeeleeuwen verhuisden naar de pier vanwege de Loma Prieta-aardbeving van 1989, maar de aardbeving vond pas enkele maanden na het verschijnen van de zeeleeuwen plaats. Zeeleeuwen zijn op diverse rotsen langs de Californische kust regelmatig te zien, maar nergens zo dichtbij het publiek als bij Pier 39.
Eind 1989 waren er ongeveer 10 zeeleeuwen bij de pier. In januari van het volgende jaar waren er al 150 dieren. Booteigenaren begonnen te klagen over de dieren, die erg groot en zwaar zijn, enigszins stinken en voortdurend blaffen. In diezelfde periode begonnen de zeeleeuwen toeristen naar de pier te trekken. De boten werden verplaatst om plaats te maken voor de zeeleeuwen. Sinds 1990 nam het aantal dieren van jaar tot jaar toe.
Het aantal zeeleeuwen bij de pier kan sterk fluctueren. In november 2009 waren er meer dan 1500 dieren, maar vanaf dat moment begonnen de zeeleeuwen te verdwijnen. In december 2009 waren ze bijna allemaal weg. Vaak komen de zeeleeuwen in het voorjaar weer in groteren getale terug. Men denkt dat de zeeleeuwen soms vertrekken om achter hun voedsel aan te jagen: scholen ansjovis en sardines.